# スヴェンド・シモン・シュルツ
スヴェンド・シモン・シュルツ（Svend Simon Schultz、1913年12月30日 - 1998年6月6日）は、デンマークの作曲家。
ニュクービン・ファルスタ出身。デンマーク音楽アカデミーを卒業後、1941年から1949年まで『ポリティカン』紙で音楽評論を担当した。1949年から1983年までDR放送合唱団の音楽監督を務めた。
作品はオペラ、合唱曲、映画音楽、室内楽曲などがある。

## 作品

### オペラ
- コーヒーハウス（1949）
- 日光浴（1949）
- ハネムーン（1950）
- 操り人形（1957）
- 行商人（1975、1990改訂）

### 合唱曲
- 美しいデンマークの香り
- 真夏の歌